# Mueang Pattani (huyện)
Mueang Pattani (tiếng Thái: เมืองปัตตานี) là huyện thủ phủ (Amphoe Mueang) của tỉnh Pattani, phía nam Thái Lan.

## Lịch sử
Khu vực này đã là trung tâm của vương quốc Pattani. Dưới thời trị vì của vua Rama II, vua đã ra lệnh chia vương quốc thành 7 thành phố (Mueang), Pattani, Yaha, Yaring, Nong Chik, Ra-ngae, Raman và Sai Buri. Khu vực này đã chính thức thành huyện năm 1901. Pattani đã là huyện trung tâm của Monthon Pattani khi vua Rama V thành lập monthon năm 1906.

## Địa lý
Các huyện giáp ranh (từ phía đông theo chiều kim đồng hồ) là Yaring, Yarang và  Nong Chik. Về phía bắc là vịnh Thái Lan.
Nguồn nước chính ở đây là sông Tani.

## Hành chính
Huyện này được chia thành 13 phó huyện (tambon), các đơn vị này lại được chia ra thành 66 làng (muban). Pattani là một thị xã (thesaban mueang) và nằm trên toàn bộ tambon Sabarang, Anoru và Chabang Tiko. Có 10 Tổ chức hành chính tambon.
| STT | Tên           | Tên tiếng Thái | Số làng | Dân số |  |
| --- | ------------- | -------------- | ------- | ------ |  |
| 1.  | Sabarang      | สะบารัง         | -       | 24,205 |  |
| 2.  | Anoru         | อาเนาะรู        | -       | 11.640 |  |
| 3.  | Chabang Tiko  | จะบังติกอ        | -       | 7.786  |  |
| 4.  | Bana          | บานา           | 11      | 18.409 |  |
| 5.  | Tanyong Lulo  | ตันหยงลุโละ      | 3       | 6.170  |  |
| 6.  | Khlong Maning | คลองมานิง       | 4       | 2.986  |  |
| 7.  | Kamiyo        | กะมิยอ          | 7       | 4.297  |  |
| 8.  | Barahom       | บาราโหม        | 3       | 2.839  |  |
| 9.  | Paka Harang   | ปะกาฮะรัง       | 8       | 4.759  |  |
| 10. | Rusa Milae    | รูสะมิแล         | 6       | 15.764 |  |
| 11. | Talubo        | ตะลุโบะ         | 9       | 6.370  |  |
| 12. | Baraho        | บาราเฮาะ       | 8       | 6.813  |  |
| 13. | Puyut         | ปุยุด            | 7       | 6.264  |  |